# Ratu (Népal)
Ratu (en népalais : रतु) est un comité de développement villageois du Népal situé dans le district de Surkhet. Au recensement de 2011, il comptait 1 679 habitants.